# Fantom (képregény)
A Fantom (Chris Walker) egy 1936-ban indult amerikai képregény. Chris Walker egy kitalált bűnüldöző, aki Bengáliát igazgatja. A róla elnevezett képregény 1936. február 17-én jelent meg az újságokban Lee Falk munkája nyomán. A Fantom volt az első „szuperhős”, aki testhez simuló jelmezt és szemet elfedő maszkot visel, jóllehet emberfeletti képességei nincsenek, helyettük fizikai kondícióját és tapasztalatát veszi igénybe. A Fantom kalandjai több filmet is ihlettek. Magyarországon képregényben 1989 és 1992 között jelent meg.

## A karakter története
A legenda szerint a Fantom több mint 400 éve tartja rettegésben a kalózokat, bűnözőket Bengália sűrű dzsungeleiben, és szerte a nagyvilágban. Kevesen tudnak viszont arról, hogy a halhatatlannak hitt férfi tagja egy olyan családnak, amelynek legidősebb férfi tagjai 21 generáción át szolgálják azt az esküt, amelyet 1535-ben Sir Christopher Standish tett, aki egyedüli túlélője volt annak a kalóztámadásnak, amiben a Singh kalózok a szeme láttára meggyilkolták az apját. Miután partra sodorta a víz Bengália partjainál a pigmeus bandár törzs tagjai találtak rá, és mivel először láttak fehér embert, ápolták és nagy tiszteletet mutattak iránta. Amint a férfi felépült, esküt tett apja gyilkosának koponyájára, amely így szólt: ,,Bosszút esküdök a Sighek, a kalózkodás, a kapzsiság és a kegyetlenkedés ellen! Esküszöm, hogy amíg leszármazottaim élnek e földön, a legidősebb férfitag a családban követni fog munkámban!"
Így is történt, az esküt 21 generáció óta betartották, eddig 21 Fantom élt, akik mind a gonosztevők rémévé lettek. Harcos életük miatt egyikük sem halt természetes halált, mind harc következtében hunyt el. Ám amint az apa meghalt, elsőszülötte bárhol volt a világban hazatért, és átvette apja helyét. Így alakult ki a legenda a Fantomról, a Vándorló szellemről, a halhatatlanról, aki lecsap a bűnösökre.

## A fontosabb szereplők
- Diana Palmer: A 21. Fantom felesége. Igazi kalandornő, korábban műugróbajnok volt, aztán pilóta és felfedező, majd ápolónő, aki karitatív munkát is végez az ENSZ alkalmazásában világszerte. Akkor találkoztak először, amikor az Északi-tengeren meglelte a bálnák sírhelyét, egy roppant értékes ámbralelőhelyet, amire a Sigh Testvériség is vágyott, ezért elrabolta a lányt, de Fantom megmentette és ezután összeházasodtak. Két év múlva ikrei születtek.
- Kit és Heloise: Fantom gyermekei, ikrek. Eljön majd az az idő, amikor Kit átveszi apja helyét. Heliose híres őséről kapta nevét.
- Rex King: Fantom fogadott fia. Velük él az őserdőben. Fantomot Walker bácsinak szólítja. Legjobb barátja Tom-Tom egy hasonló korú bennszülött.
- Hero és Devil: Fantom legkedvesebb segítő társai. Hű lova Hero, és idomított farkasa, Devil.
- Guran: Fantom legjobb barátja. Nyomon követte a Fantom felnövekedését. Bölcs tanácsadó, temérdek nyelven beszél, jól ismeri a dzsungelt és az összes törzs szokásait, kiváló orvos. A bandárok törzsfőnöke.

## Egyéb megjelenés
A Fantom képregényeken kívül regényekben, majd élőszereplős és animált sorozatokban tűnt fel. Regények már 1936-tól megjelentek vele egészen 1947-ig, aztán a ponyvaregényekre szakosodott Avon kiadó kiadásában szintén 1972 és 1975 között. 2007-ben és 2010-ben is jelentek meg Fantom-regények. 
Tévésorozatban először 1943-ban szerepelt 15 epizódban, ahol a karakter igazi neve még Geoffrey Prescott volt, mert még nem nevezték el hivatalosan Chris Walkernek. Ezt két animált sorozat követte, melyek már a jövőbe helyezik a karaktert: A Föld védelmezői-ben (1986) már a 27. Fantom szerepel több más szuperhőssel együtt, a Fantom 2040 (1994) a 24. Fantommal a közelebbi jövőben játszódik. 2009-ben egy kétrészes élőszereplős minisorozat is készült a SyFy csatornára. Sorozatokra néhány más, kudarcott vallott próbálkozás is volt.
1996-ban egy mozifilm is készült, ahol a karaktert Billy Zane formálta meg.

## Magyarul megjelent számok (1989–1992)

### Képregények
1. A Mogu rejtélye
2. Sanloi kifosztása
3. Kikötői banditák
4. Gyilkos a cirkuszban
5. Timpenni dobjai
6. Egy fantasztikus élet
7. Az őserdei járőrszolgálat
8. A rhodoszi kincs
9. Hanta boszorkánya
10. Egy kalóz öröksége
11. A kegyetlenek bandája
12. A Skorpió feléled
13. A Wamballa-völgy titka
14. Az utolsó egyszarvú
15. A kígyós gyűrű
16. Fekete Fagin
17. Rémálmok
18. Túsz Heróért cserébe
19. A Tengeristen titka
20. Delfin-rejtély (innentől színes)
21. A dreibachi boszorkány
22. A kis hajótörött
23. Rőtszakáll árulása
24. A dzsungelkirály

### Album
(egyedi, színes különszám két történettel, 1989)
1. Merénylet a halálfejes barlang ellen
2. A pókháló rejtélye

## Fordítás
Ez a szócikk részben vagy egészben  a   Phantom (character) című angol Wikipédia-szócikk fordításán alapul.  Az eredeti cikk szerkesztőit annak laptörténete sorolja fel. Ez a jelzés csupán a megfogalmazás eredetét és a szerzői jogokat jelzi, nem szolgál a cikkben szereplő információk forrásmegjelöléseként.